# Pseudorhipsalis himantoclada
Pseudorhipsalis himantoclada (sin. Disocactus himantocladus), vrsta kaktusa iz Kolumbije, Kostarike i Paname.
- Porodica:  Cactaceae
- Minimalna temperatura:  10°C
- Porijeklo:  Panama i Kostarika